# Улица Михаила Омельяновича-Павленко
Улица Омельяновича-Павленко — улица в Печерском районе Киева. Пролегает от Площади Славы до Московской улицы.
К улице прилегают: улица Ивана Мазепы, Лаврская улица, Бутышев переулок, Левандовская улица, Крестовый переулок и Ипподромный переулок.

## История
Улица возникла в 1-й половине XIX века, называлась «Эспланадная», от расположенной поблизости эспланады Новой Печерской крепости. В 1902 году получила название Суворовская, в честь А. В. Суворова. С 1931 года — улица Урбановича , в 1944 году улице снова возвращено прежнее название Суворовская. В 1977 году названа именем Суворова, которое просуществовало до 2016 года. 7 июля 2016 года была переименована в честь украинского военного деятеля, генерал-полковника Армии УНР Михаила Омельяновича-Павленко.

## Застройка
Почти все жилые дома, приписанные к улице, находятся на нечётной стороне улицы и представляют собой микрорайон, построенный на месте бывшего ипподрома. Проект микрорайона, подготовленный в 1975 году, предусматривал создание микрорайона площадью 9,8 га, состоящий из пяти 9-этажных домов, двух секционных 13-этажных домов и одного 16-этажного дома.
На углу улицы Михаила Омельяновича-Павленко и Бутышева переулка в октябре 2019 году открыли Латвийский сквер.

## Памятники архитектуры
- № 14/12 — жилой дом начало XX века.
- № 9 — главный корпус бывшего городского ипподрома, возведенный в 1915—1916 годах архитектором Валерианом Рыковым; автор скульптур — Фёдор Балавенский.

## Важные учреждения
- Почётное консульство Чили (д. № 4/6)
- Районная администрация Печерского района (д. № 15)
- Украинская академия аграрных наук (д. № 9)
- Литфонд Национального союза писателей Украины (д. № 3)
- Национальный транспортный университет (д. № 1)